# Ка де Вањи (Кремона)
Ка де Вањи је насеље у Италији у округу Кремона, региону Ломбардија.
Према процени из 2011. у насељу је живело 19 становника. Насеље се налази на надморској висини од 60 м.